# Southbridge (Massachusetts)
Southbridge é uma cidade localizada no condado de Worcester no estado estadounidense de Massachusetts. No Censo de 2010 tinha uma população de 16.719 habitantes e uma densidade populacional de 308,82 pessoas por km².

## Geografia
Southbridge encontra-se localizada nas coordenadas 42° 03′ 35″ N, 72° 02′ 03″ O. Segundo a Departamento do Censo dos Estados Unidos, Southbridge tem uma superfície total de 54.14 km², da qual 52.51 km² correspondem a terra firme e (3%) 1.63 km² é água.

## Demografia
Segundo o censo de 2010, tinha 16.719 pessoas residindo em Southbridge. A densidade populacional era de 308,82 hab./km². Dos 16.719 habitantes, Southbridge estava composto pelo 81.22% brancos, o 2.58% eram afroamericanos, o 0.53% eram amerindios, o 1.85% eram asiáticos, o 0.02% eram insulares do Pacífico, o 10.9% eram de outras raças e o 2.89% pertenciam a dois ou mais raças. Do total da população o 26.63% eram hispanos ou latinos de qualquer raça.